# Campeonato Alemán de Fútbol 1903
El Campeonato Alemán de Fútbol 1903 fue el primer torneo organizado por la Federación Alemana de Fútbol (DFB) para coronar a un campeón nacional. En ese momento, la DFB recién fundada solo tenía alrededor de 150 clubes miembros de 30 asociaciones, en su mayoría locales. Todos los campeones de estas asociaciones eran elegibles para jugar en el campeonato. Además, a las asociaciones fuera de Alemania se les permitió formar parte, como la asociación de Praga que envió a su campeón a Alemania.
Aunque treinta equipos habrían sido elegibles, solo seis finalmente entraron en la competencia.

## Fase final

### Ronda preliminar
|                      | Resultado |                              |
| -------------------- | --------- | ---------------------------- |
| Altonaer FC von 1893 | 8-1       | Magdeburger FC Viktoria 1896 |

|                     | Resultado |             |
| ------------------- | --------- | ----------- |
| Britannia 92 Berlin | 1-3       | VfB Leipzig |

|                   | Resultado    |                 |
| ----------------- | ------------ | --------------- |
| Deutscher FC Prag | No disputado | Karlsuher FV 91 |

La Deutscher Fußball-Bund decidió hacer las semifinales ya que el Deutscher FC Prag y Karlsruher FV 91 no se encontraban en un lugar adecuado para disputar el partido.

### Semifinales
|             | Resultado |                      |
| ----------- | --------- | -------------------- |
| VfB Leipzig | 6-3       | Altonaer FC von 1893 |

|                   | Resultado    |                  |
| ----------------- | ------------ | ---------------- |
| Deutscher FC Prag | No disputado | Karlsruher FV 91 |

Karlsruher FV 91 no se presentó en el lugar designado en Leipzig, debido a problemas de incomprensión acerca de la fecha, por lo tanto, fue descalificado.

### Final
| 31 de mayo de 1903 | VfB Leipzig                                                                    | 7:2 | Deutscher FC Prag | Exerzierplatz, Altona             |                                   |
|                    | W. Friedrich 31' · A. Friedrich 49' · Riso 54' 71' 88' · Stanischweski 69' 85' |     | Meyer 22' 65'     | Árbitro(s): Franz Behr (Hamburgo) | Árbitro(s): Franz Behr (Hamburgo) |

| VfB Leipzig: |   |                     |  |
|              |   |                     |  |
|              | ' | Ernst Raydt         |  |
|              | ' | Arthur Werner       |  |
|              | ' | Erhardt Schmidt     |  |
|              | ' | Heinrich Riso       |  |
|              | ' | Georg Steinbeck     |  |
|              | ' | Wilhelm Rößler      |  |
|              | ' | Walter Friedrich    |  |
|              | ' | Otto Braune         |  |
|              | ' | Bruno Stanischewski |  |
|              | ' | Adalbert Friedrich  |  |
|              | ' | Ottomar Aßmus       |  |
| Entrenador:  |   |                     |  |
|              |   |                     |  |

| DFC Prag:   |   |                   |  |
|             |   |                   |  |
|             | ' | Charles Pick      |  |
|             | ' | Franz Sedlacek    |  |
|             | ' | Johann Schwarz    |  |
|             | ' | Paul Fischl       |  |
|             | ' | Béla Robitsek     |  |
|             | ' | Ladislaus Kurpiel |  |
|             | ' | Karl Kubik        |  |
|             | ' | Meyer             |  |
|             | ' | Kubik             |  |
|             | ' | Fischer           |  |
|             | ' | Karl Beck         |  |
| Entrenador: |   |                   |  |
|             |   |                   |  |

|  |  |

|                                |
| Campeón VfB Leipzig 1.o título |